# Halawa Correctional Facility
Die Halawa Correctional Facility (auch Halawa Prison genannt) ist die größte Strafvollzugsanstalt des US-Bundesstaats Hawaii. Sie befindet sich in ʻAiea auf der Insel Oahu und wird vom Department of Public Safety verwaltet.

## Geschichte
Die Einrichtung wurde 1962 als Honolulu City and County Jail eröffnet und 1977 an den Bundesstaat Hawaii übergeben. Ein weiteres Gebäude wurde 1987 errichtet, in dem Gefangene mit mittlerer Sicherheitsstufe untergebracht sind. Das ältere Gebäude dient zur Unterbringung von Gefangenen mit „speziellen Bedürfnissen“. In ihm sitzen Straftäter mit maximaler Sicherheitsstufe, Gefangene mit schweren psychischen Störungen und solche, die Schutzhaft benötigen, ein.

## Beschreibung
Die HCF verfügt über eine Kapazität für 1124 Gefangene, Ende 2019 saßen rund 900 ein. Zwei Insassen teilen sich jeweils eine Zelle. Alle Inhaftierten müssen gestreifte Gefängniskleidung tragen. Es werden Bildungsprogramme, Behandlungen gegen Drogenmissbrauch und Sexualtherapien angeboten. Die Insassen haben auch die Möglichkeit, einer Arbeitsbeschäftigung nachzugehen. Um eine Überfüllung zu vermeiden, werden weitere rund 1400 Strafgefangene der HCF im Saguaro Correctional Center, einer privaten  Strafvollzugsanstalt in Eloy, im US-Bundesstaat Arizona, untergebracht.

## Halawa Prison in Filmen
Die Halawa Correctional Facility erreichte durch Fernsehserien wie Hawaii Five-0 und Magnum einen weltweiten Bekanntheitsgrad.
Koordinaten: 21° 22′ 24″ N, 157° 53′ 57″ W